# Aleksandras Žilinskas

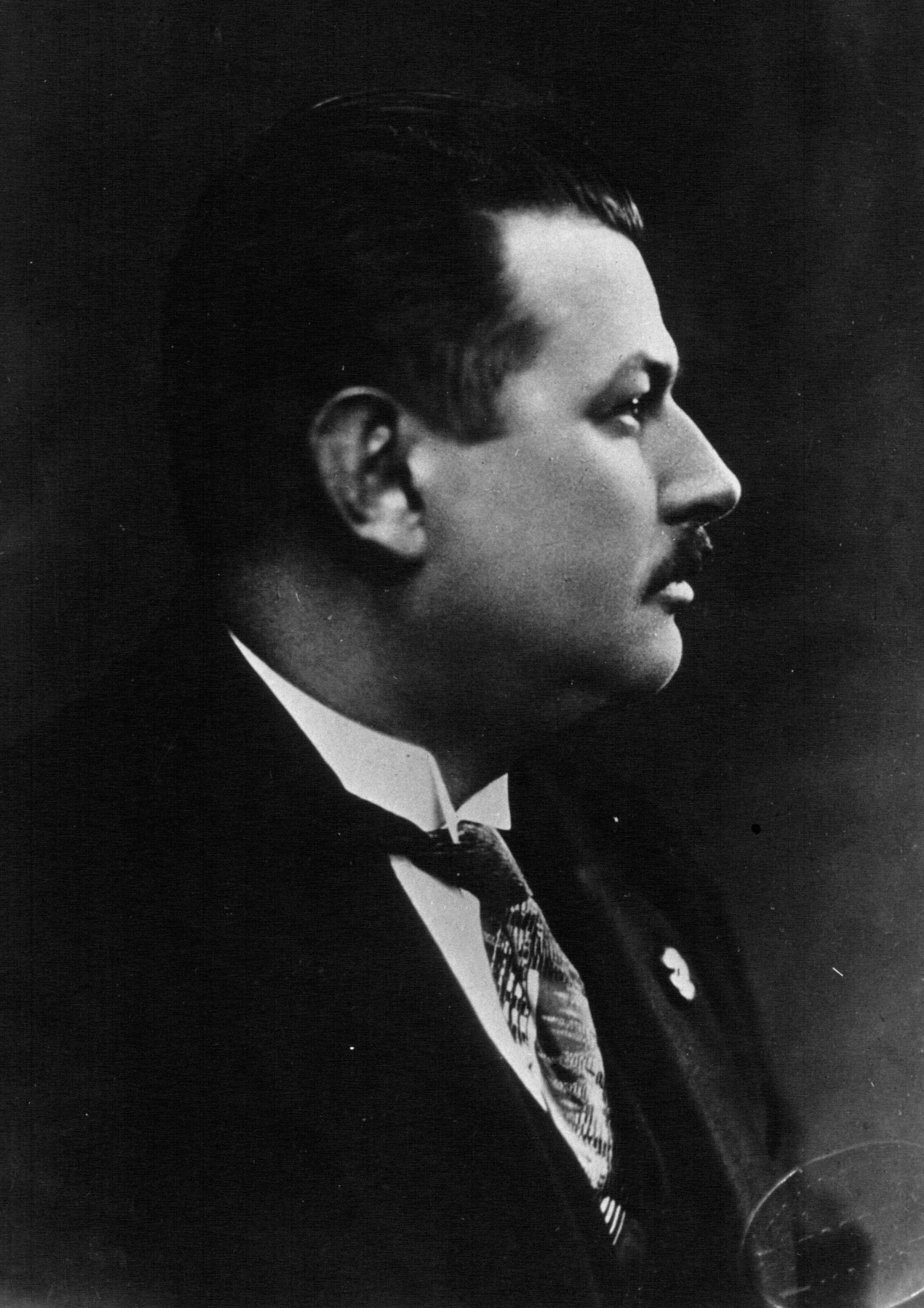
Aleksandras Žilinskas (1932)

Aleksandras Žilinskas (* am 15. September 1885 in Veiveriai, Bezirk Marijampolė, Russisches Kaiserreich; †  am 21. Januar 1942 in Kriwoscheino, Oblast Tomsk, Sowjetunion) war ein litauischer Jurist und Politiker, Justizminister Litauens.

## Leben
Aleksandras Žilinskas lernte an Gymnasien Marijampolė und Kaunas, am Lehrerseminar in Veiveriai. Danach absolvierte er das Studium der Rechtswissenschaften an der Rechtsfakultät der Kaiserlichen Universität Dorpat und studierte an der Universität Heidelberg in Deutschland.
Er war Friedensrichter von Kaunas.
Ende 1919 war er stellvertretender Innenminister, ab 1924 Mitglied im Bezirksgericht Kaunas.
Vom Februar 1928 war er Justizminister in der 14. Regierung von Augustinas Voldemaras  (nach Stasys Šilingas) sowie vom September 1929 bis Juni 1934 in der 15. Regierung von Juozas Tūbelis. Danach arbeitet er als Notar in Kaunas.
Juni 1941 wurde er festgenommen von NKWD und mit seinem Sohn nach Oblast Tomsk gesendet, wo er wegen Lungenentzündung im Krankenhaus starb.